# Amnesia (álbum de Hamlet)
Amnesia es el nombre del décimo disco de estudio del grupo madrileño Hamlet, editado en 2011 por Kaiowas Records. Su primer adelanto, lanzado el 27 de julio de 2010, fue "La fuerza del momento".

## Descripción
Es el segundo disco editado por el sello Kaiowas Records, con distribución internacional por diversos países. Grabado y en los estudios Sadman de Madrid por Carlos Santos, y mezclado y masterizado en Fredman Studio de Gotemburgo por Fredrik Nordstrom. 

## Lista de temas
| N.º | Título                  | Duración |  |
| 1.  | «Origen»                |          |  |
| 2.  | «La fuerza del momento» |          |  |
| 3.  | «Entre la niebla»       |          |  |
| 4.  | «Mi soledad»            |          |  |
| 5.  | «Déjà vu»               |          |  |
| 6.  | «La sombra del pasado»  |          |  |
| 7.  | «Despertar sin vida»    |          |  |
| 8.  | «Un mundo en pausa»     |          |  |
| 9.  | «Estado de fuga»        |          |  |
| 10. | «Al tercer día»         |          |  |
| 11. | «Desesperación»         |          |  |

- Todos los temas están compuestos por Luis Tárraga y J. Molly, excepto las pistas 7 y 9, por Molly y Alberto Marín, y 10, por Molly y Álvaro Tenorio.

## Intérpretes
- J. Molly – Voz
- Álvaro Tenorio – Bajo
- Luís Tárraga – Guitarras
- Paco Sánchez – Batería
- Alberto Marín – Guitarras, coros